# Dwango (компания)
DWANGO Co., Ltd. (яп. 株式会社ドワンゴ Кабусики-гайся Дованго) — телекоммуникационная и медиакомпания, расположенная в Японии и управляемая Нобуо Каваками. С 1 октября 2014 года компания стала дочерним предприятием Kadokawa Corporation. Компания была создана на основе американского сервиса для многопользовательской онлайн-игры DWANGO (Dial-up Wide-Area Network Game Operation), который был закрыт в 1998 году. Основными акционерами Dwango до ее слияния с Kadokawa Corporation были сам Каваками, Kadokawa Corporation и Avex Group. Dwango владеет популярным японским видеохостингом Nico Nico Douga. Компания также является владельцем 100 % акций разработчика игр Spike Chunsoft (компания Dwango приобрела компании Spike и Chunsoft в 2005 году, когда они были разделены, а затем в 2012 году объединила их).

## История
В ноябре 2013 года стало известно, что Nintendo по просьбе Нобуо Каваками приобрела 612 200 акций (1,5 %) компании.
14 мая 2014 года было объявлено, что 1 октября 2014 года Dwango и Kadokawa Corporation будут объединены и вместе образуют новую холдинговую компанию Kadokawa Dwango Corporation. Kadokawa и Dwango стали дочерними предприятиями новой компании.
В феврале 2019 года компания Kadokawa Dwango объявила о том, что Dwango в процессе реорганизации компании перестанет быть их дочерним предприятием и станет прямым филиалом Kadokawa Corporation.
В июле 2019 года компания Mages была приобретена генеральным директором концепт-студии Chiyomaru Studio и перестала быть дочерней компанией Dwango и частью Kadokawa Group.